# (2698) Azerbaïdjan
(2698) Azerbajdzhan est un astéroïde de la ceinture principale.

## Description
(2698) Azerbajdzhan est un astéroïde de la ceinture principale. Il fut découvert le 11 octobre 1971 à Naoutchnyï par l'Observatoire d'astrophysique de Crimée. Il présente une orbite caractérisée par un demi-grand axe de 2,66 UA, une excentricité de 0,05 et une inclinaison de 6,9° par rapport à l'écliptique.

## Compléments